# BMW European Indoors 1990
BMW European Indoors 1990 — жіночий тенісний турнір, що проходив на закритих кортах з килимовим покриттям Saalsporthalle Allmend у Цюриху (Швейцарія). Належав до турнірів 2-ї категорії в рамках Туру WTA 1990. Відбувсь усьоме і тривав з 8 жовтня до 14 жовтня 1990 року. Перша сіяна Штеффі Граф здобула титул в одиночному розряді.

## Фінальна частина

### Одиночний розряд
Штеффі Граф —  Габріела Сабатіні 6–3, 6–2
- Для Граф це був 8-й титул в одиночному розряді за сезон і 52-й — за кар'єру.

### Парний розряд
Манон Боллеграф /  Ева Пфафф —  Катрін Сюїр /  Діанне Ван Ренсбург 7–5, 6–4